# 布赖讷勒孔特
布赖讷勒孔特（法語：Braine-le-Comte，法語發音：[bʁɛn lə kɔ̃t] ⓘ，荷蘭語發音：[ˈsxraːvə(n)ˌbraːkəl] ⓘ）是比利时瓦隆大区埃諾省蘇瓦尼區的一个城市，北与瓦隆布拉班特省接壤，通行法语，是比利时法语社群的一部分，面积84.87平方千米，人口23,133人（2023年1月1日）。

## 交通
- 布赖讷勒孔特站